# Grýtubakkahreppur
Grýtubakkahreppur is een gemeente in het noorden van IJsland in de regio Norðurland eystra. De gemeente ligt aan de oostoever van het Eyjafjörður en heeft 366 inwoners (in 2005). De grootste plaats in de gemeente is Grenivík met 278 inwoners (in 2005). Op 8 oktober 2005 werd een aansluiting bij de gemeente Akureyrarkaupstaður via een referendum afgewezen.
Akureyrarkaupstaður · Norðurþing · Fjallabyggð · Dalvíkurbyggð · Eyjafjarðarsveit · Hörgársveit · Svalbarðsstrandarhreppur · Grýtubakkahreppur · Skútustaðahreppur · Tjörneshreppur · Þingeyjarsveit · Svalbarðshreppur · Langanesbyggð